# Veddige
Veddige er en landsby i Veddige sogn, Varbergs kommun, Sverige. Ingemund Bengtsson, Riksdagens formand 1979-1988, blev født i Veddige. 